# Toyota 4Runner
El Toyota 4Runner es un modelo de SUV fabricado por el fabricante de automóviles japonés Toyota y comercializado a nivel mundial desde 1984, a lo largo de sus seis generaciones. En Japón, se comercializó como Toyota Hilux Surf (japonés: トヨタ・ハイラックスサーフ, Hepburn: Toyota Hairakkususāfu) y fue retirado del mercado en 2009. La 4Runner original era una SUV compacta y poco más que una camioneta Toyota Hilux con una carcasa de fibra de vidrio sobre la caja, pero desde entonces el modelo ha experimentado un importante desarrollo independiente hasta convertirse en un cruce entre un SUV compacto y un SUV de tamaño mediano. Todas las generaciones del 4Runner se han fabricado en Japón, en la planta de Toyota en Tahara, Aichi, o en la planta de Hino Motors (una filial de Toyota) en Hamura.

## Primera generación (N60; 1984)
Comparte plataforma con la Hilux pick up SWB de 2 puertas, con asientos traseros y techo de fibra de vidrio desmontable, fue diseñada para competir con la Nissan Pathfinder/Terrano, Jeep Cherokee, Ford Bronco II, Chevrolet Blazer , GMC Jimmy/Thypoony Mazda Navajo
|                                        |
| 1984-1986 Toyota 4Runner 4WD (EE. UU.) |

|                                        |
| 1987-1989 Toyota 4Runner 4WD (EE. UU.) |

|                                          |
| 1987–1989 Toyota 4Runner SR5 (Australia) |

Mercados:
- América: Bolivia, Canadá, Chile, Colombia y EE. UU.
- Asia-Pacífico: Australia, Japón y Nueva Zelanda

Nombres:
- 4Runner: Australia, Bolivia, Canadá, Chile, Colombia, EE. UU. y Nueva Zelanda
- Hilux Surf: Japón

## Segunda generación (N120/N130; 1990)
Toyota lanzó una segunda generación de Hilux Surf y 4Runner en 1989 para el año modelo 1990. Conocidos como series N120/N130, estos modelos continuaron basándose en la camioneta Hilux. Sin embargo, la Surf/4Runner de segunda generación representó un cambio fundamental con respecto al modelo de primera generación: en lugar de una camioneta mejorada con tapa de fibra de vidrio, los nuevos 4Runner presentaban una carrocería integrada totalmente de acero recién diseñada montada sobre el marco existente. Sin embargo, la apariencia de la 4Runner siguió siendo prácticamente idéntica a la de la Hilux desde los pilares B en adelante, y el tren motriz se compartió con la Hilux.
|                                        |
| 1992-1995 Toyota 4Runner 4WD (EE. UU.) |

|                                        |
| 1990-1991 Toyota 4Runner 4WD (EE. UU.) |

|                          |
| 1995-1996 Toyota 4Runner |

|                                                  |
| 1993 Toyota Hilux Surf SSR-X in Grey, front left |

Mercados:
- América: Bolivia, Canadá, Chile, Venezuela, EE. UU. y América Central
- Asia-Pacífico: Australia, Japón y Nueva Zelanda
- Europa: Europa Occidental

Nombres:
- 4Runner: Bolivia, América Central, Canadá, Chile, Colombia, EE. UU., Europa
- Hilux Surf: Australia, Japón y Nueva Zelanda
- Hilux SW4: Brasil

Notas:
- Sólo en Japón, EE. UU., Canadá, Australia y Nueva Zelanda en 2 puertas y 4 puertas.
- En Bolivia se importó oficialmente en 4x4 Gasolina o Diésel. Se importaron algunas unidades de EE. UU. y Japón Hilux Surf por importadores particulares.
- En EE. UU. y Japón se comercializó en 4x2 y 4x4.
- Algunas unidades tenían un portallanta atrás.

## Tercera generación (N180; 1996)
Desarrollado bajo la dirección del ingeniero jefe Masaaki Ishiko de 1990 a 1995 bajo el código de proyecto 185T, a finales de 1995 (para el año modelo 1996) se introdujo un rediseño significativo de la 4Runner, con una carrocería completamente nueva sobre un chasis completamente nuevo. Compartía muchas piezas, incluido el motor y la transmisión, con la nueva Tacoma y compartía su chasis con el Land Cruiser Prado. A pesar de subir de categoría con el resto del mercado de SUV de tamaño mediano, el nuevo 4Runner se diferenciaba por conservar el carácter todoterreno resistente que sus competidores estaban sacrificando por la comodidad en la carretera.

### Diseño
El 4Runner de tercera generación presentó nuevos motores compartidos con las camionetas pickup Toyota Tacoma de primera generación:
- 2.7L 3RZ-FE I4 que reemplaza al anterior 2.4L 22R-E I4

1. 150 hp (110 kW) de potencia máxima a 4800 rpm, un aumento de 38 hp (28 kW)
2. 177 lb⋅ft (240 N⋅m) de torsión máxima a 4000 rpm, un aumento de 35 lb⋅ft (47 N⋅m)

- 3.4L 5VZ-FE V6 que reemplaza al anterior 3.0L 3VZ-E V6

1. 183 hp (136 kW) de potencia máxima a 4800 rpm, un aumento de 33 hp (25 kW)
2. 217 lb⋅ft (294 N⋅m) de torsión máxima a 3600 rpm, un aumento de 37 lb⋅ft (50 N⋅m)

En Estados Unidos, el 4Runner estaba disponible en tres versiones; el motor V6 estaba limitado a las dos versiones superiores (SR5 y Limited). Para los modelos 4WD, el selector de caja de transferencia permite al conductor seleccionar entre 2WD de rango alto (H2), 4WD de rango bajo (L4) o 4WD de rango alto (H4); Los modelos limitados utilizan un botón para seleccionar H4.
Se agregaron bolsas de aire tanto para el conductor como para el pasajero con la introducción de la 4Runner de tercera generación en 1995 para el año modelo 1996. La nueva 4Runner también estaba disponible con un bloqueo eléctrico seleccionable instalado de fábrica en el diferencial trasero, una novedad en la 4Runner pero disponible desde 1993 en el Toyota Land Cruiser.
Otros cambios significativos con respecto a los modelos de segunda generación incluyen una carrocería más grande con una distancia entre ejes 2,3 pulgadas (58 mm) más larga y una vía 1 pulgada (25 mm) más ancha, mayor espacio interior, mayor espacio de carga, bolsas de aire dobles, ABS, portón trasero elevable, suspensión de resortes helicoidales en todas partes, dirección de piñón y cremallera y faros de vidrio con diseño de contorno aerodinámico. La distancia al suelo disminuyó en 1⁄2 pulgada (13 mm) a 8,5 pulgadas (220 mm). La capacidad máxima de remolque con el V6 opcional aumentó de 3500 a 5000 lb (1600 a 2300 kg).
El Hilux Surf equivalente para el mercado japonés se vendió inicialmente en cuatro versiones distintas, cada una de las cuales utilizaba tracción en las cuatro ruedas a tiempo parcial: SSR (carrocería estándar), SSR-X (carrocería estándar con equipamiento de lujo), SSR-V (carrocería ancha) y SSR-G (carrocería ancha con equipamiento de lujo). El V6 de 3.4L estaba disponible sólo con la transmisión automática de 4 velocidades en la versión SSR-G. Además, las versiones Hilux Surf pasaron inmediatamente a llantas de 16 pulgadas y ganaron un diferencial central, permitiendo por primera vez el uso de la tracción a las cuatro ruedas en superficies duras sin complicaciones. El sistema anterior se mantuvo para permitir cambios sobre la marcha entre tracción trasera y tracción en las cuatro ruedas como antes.
Para Japón, además de los dos motores de gasolina, la Hilux Surf también estaba disponible con un motor turbodiésel 3.0L 1KZ-TE con una potencia máxima de 130 hp (97 kW). Este turbodiésel estaba disponible con manual de 5 velocidades o automático de 4 velocidades.
En 1996, el 4Runner dejó de venderse en el Reino Unido y fue reemplazado por el Toyota Land Cruiser Prado, que recibió el distintivo de Toyota Land Cruiser Colorado.

### Cambios de año del modelo
El año modelo 1997 recibió algunas actualizaciones menores, incluida la adición de una cubierta de carga del mismo color. En Japón, en julio de 1996 se introdujo una versión con intercooler del turbodiésel 1KZ-TE, que aumentó la potencia máxima a 140 hp (100 kW), con disponibilidad limitada únicamente al Hilux Surf SSR-G.
El año modelo 1998 se mantuvo prácticamente sin cambios, salvo algunos cambios en la electrónica. Paneles de control de interruptores más ergonómicos y un volante de 4 radios de nuevo diseño, que también requirió un rediseño del sistema de airbag. La Hilux Surf introdujo una nueva línea de acabado 'Sports Runner' en agosto de 1998, que estaba disponible con motores de gasolina I4 de 2,7 L o V6 de 3,4 L; el 'Sports Runner' sólo tenía tracción trasera.
Para el año modelo 1999, hubo importantes mejoras tanto cosméticas como interiores. Se diseñó un nuevo parachoques de "labio grueso" para permitir una zona de aplastamiento extendida en la parte delantera del marco, así como nuevos faros estilo multiparábola, faros antiniebla estilo proyector y luces de posición laterales y señales de giro delanteras actualizadas. Los vehículos con acabados "Limited" y "Highlander" (más tarde llamados "Sport Edition") recibieron estribos, parachoques delantero y trasero, guardabarros y bengalas del mismo color. La ergonomía del interior se cambió por completo, trasladando todos los controles al centro del tablero para la luneta trasera y el descongelamiento, también recibió un nuevo panel de instrumentos con odómetro digital. Las camionetas Limited también recibieron un nuevo control de temperatura electrónico y un estéreo mejorado. El sistema de caja de transferencia "multimodo" estuvo disponible como opción para las 4Runner 4WD en 1999, brindando la opción de operación AWD.

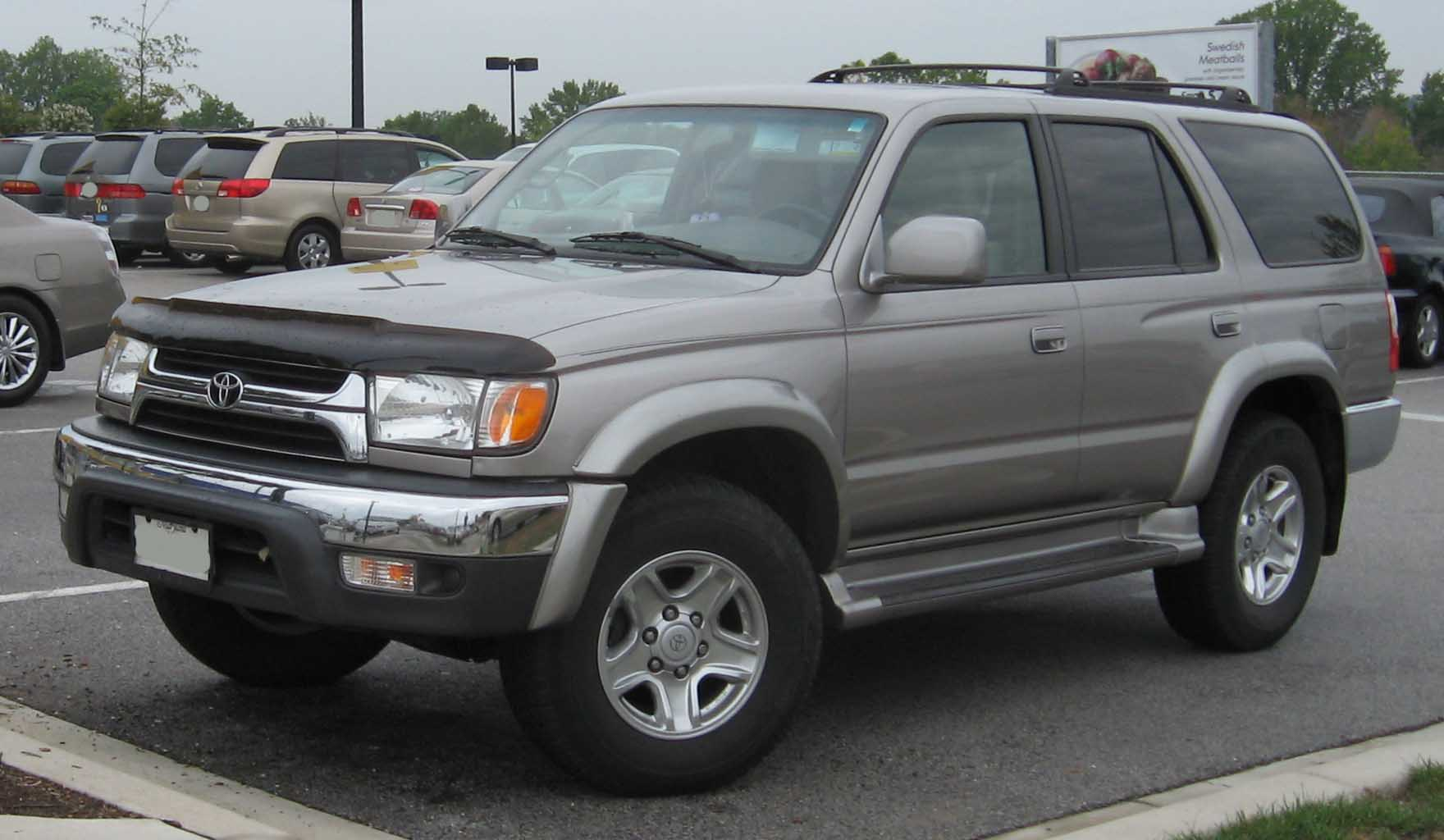
Toyota 4Runner 2001–2002 fotografiado en College Park, Maryland, USA

El año modelo 2000 sería el último año en que se ofrecería la transmisión manual de 5 velocidades, dejando la automática de 4 velocidades como la única opción de transmisión. Esta sería la última vez que se ofrecería un 4Runner con transmisión manual. El motor turbodiésel del Hilux Surf equivalente (vendido de julio de 2000 a diciembre de 2001) fue reemplazado por el 3.0L 1KD-FTV, que ofrecía una potencia máxima aumentada de 170 hp (130 kW) utilizando un diseño de inyección directa de riel común.
Para el año modelo 2001, la opción de 4 cilindros se suspendió en Norteamérica. También recibió nuevas luces traseras transparentes y un nuevo diseño de parrilla delantera. Las ruedas se cambiaron por unas de diseño de cinco radios. Los modelos limitados también recibieron ruedas de cinco radios de nuevo diseño, aunque diferentes del SR5 y del modelo base. También se incluyó un diseño de espejo lateral nuevo y más elegante. SR5 y el modelo base 4Runner también tienen unidades de control de clima rediseñadas que utilizan 3 perillas y 2 botones, a diferencia de los 2 controles deslizantes y 2 perillas del modelo 1999. Los modelos 2001 estaban equipados con control de estabilidad del vehículo de serie y los modelos 4WD venían de serie con la caja de transferencia "multimodo". El diferencial trasero con bloqueo "e-locker" opcional se eliminó en 2001. Fue reemplazado por el nuevo sistema de control de tracción avanzado que ofrecía un rendimiento similar al aplicar los frenos individuales para dirigir la potencia a los neumáticos que necesitaban más tracción.
El modelo del año 2002 se puede distinguir desde la parte trasera por el borde exterior cromado de la puerta levadiza que abarca la placa de matrícula.

## Cuarta generación (N210; 2003)
El 4Runner de cuarta generación incorporó importantes cambios en el chasis y la carrocería del vehículo, pero estaba dirigida aproximadamente a la misma población que la tercera generación. Basado en la serie Land Cruiser Prado 120, el nuevo 4Runner conservó los mismos temas básicos de estilo exterior y todavía se comercializó como un SUV semilujoso de tamaño mediano con capacidades todoterreno. Los acabados disponibles eran los modelos SR5, Sport Edition y Limited. Un nuevo V6 4.0 L 1GR-FE con certificación LEV que produce 245 hp (183 kW) y 282 lb⋅ft (382 N⋅m) de torque es estándar, pero por primera vez, un V8 estuvo disponible, el motor 2UZ-FE de 4.7 L certificado ULEV que en USA. produjo 235 hp (175 kW) y 320 lb⋅ft (434 N⋅m). En 2004, para el año modelo 2005, la incorporación del VVT-i aumentó la potencia a 268 hp (200 kW) y 315 lb⋅ft (427 N⋅m). La economía de combustible se estima en 17 mpg en ciudad, 20 mpg en carretera para el V6 y 15/19 mpg para el V8. La capacidad de remolque es de 5000 lb (2300 kg) en los modelos V6 y 7300 lb (3300 kg) en los modelos RWD V8 (7000 libras con 4WD). El 4Runner de cuarta generación entró por primera vez en las salas de exposición de los concesionarios en octubre de 2002 para el año modelo 2003. Se ofrecieron tres niveles de equipamiento: SR5, Sport Edition y Limited. Cuando se presentaron por primera vez, los modelos SR5 y Sport Edition utilizaban parachoques y revestimientos de plástico gris. La versión Limited presentaba revestimientos y parachoques pintados del color de la carrocería. Los modelos deportivos también presentaban una toma de aire en el capó no funcional. 
La suspensión delantera utilizaba una doble horquilla, mientras que la trasera es un tipo de eje trasero sólido. La 4Runner continuó usando un diseño de construcción de carrocería sobre bastidor y un eje trasero sólido para mayor resistencia y durabilidad, lo que compromete el espacio interior y el manejo en carretera. El otro SUV de tamaño mediano de Toyota, el Highlander, es un crossover que no está diseñado para uso todoterreno. Los sistemas 4WD opcionales eran de tiempo completo en los modelos V8, mientras que "multimodo" o de tiempo parcial en los modelos V6, ambos sistemas usaban un diferencial central Torsen bloqueable. Un nuevo sistema de suspensión, X-Relative Absorber System (X-REAS), se volvió estándar en la Sport Edition y opcional para los modelos SR5 y Limited; a veces se incluye una suspensión neumática trasera con nivelación automática y altura ajustable con esta opción en los modelos Limited. El sistema X-REAS vincula los amortiguadores en diagonal mediante mangueras hidráulicas y fluido mediante una válvula central mecánica que reduce el balanceo de la carrocería en las curvas cerradas. Todos los 4runner estaban equipados con placas protectoras de plástico para el motor, la caja de transferencia y el tanque de combustible para evitar daños durante la conducción todoterreno. El sistema Hill-Start Assist Control (HAC) evita que la 4runner ruede hacia atrás en pendientes y un Downhill Assist Control (DAC, solo 4WD) modula los frenos y el acelerador automáticamente sin intervención del conductor para descensos suaves en pendientes a velocidades muy bajas; ambas ayudas electrónicas son estándar en los modelos 4WD. 
Las principales características estándar incluían un volante telescópico e inclinable, entrada remota sin llave, control de clima automático de zona única, soporte lumbar eléctrico para el conductor, ventana eléctrica en la puerta trasera y, en los modelos V8, un receptor de enganche de remolque atornillado directamente al travesaño del bastidor trasero. Las opciones incluían HomeLink, un espejo retrovisor electrocrómico con atenuación automática, techo corredizo eléctrico, tercera fila de asientos, un sistema de navegación basado en DVD (pierde el cambiador de CD en el tablero), un estéreo JBL Synthesis de 10 parlantes y audio en el asiento trasero. Un sistema de cámara retrovisor opcional en los modelos Limited utilizaba dos cámaras montadas en los pilares D interiores para brindar una visión más amplia al dar marcha atrás. Algunos niveles de equipamiento tienen dos espejos montados en los pilares D interiores, justo dentro de la trampilla trasera. 
En 2009, con el final de esta generación, Toyota Japón cesó la producción del Hilux Surf, dejando solo el 4Runner disponible en la serie de modelos posteriores. 

### Seguridad
Todas las 4Runner venían con el sistema Toyota's Star Safety System, que incluye frenos antibloqueo, distribución electrónica de la fuerza de frenado, asistencia de frenado, control de tracción y control de estabilidad del vehículo. Las bolsas de aire laterales para el torso para las filas delanteras, así como las bolsas de aire laterales de cortina para las filas delantera y trasera, eran opcionales en los modelos 2003-2007 y se convirtieron en estándar en los modelos 2008. 
El Instituto de Seguros para la Seguridad en las Carreteras calificó a la 4Runner como "Buena" en general en la prueba de choque frontal desplazado, "Buena" en general en la prueba de impacto lateral en vehículos con bolsas de aire laterales, y el 4Runner recibió una calificación de "Pobre" en protección contra impactos traseros. Un informe del IIHS publicado en abril de 2007 muestra que el 4Runner tiene una de las tasas de mortalidad más bajas para todos los vehículos en la carretera con sólo 13 muertes por millón de años de vehículos registrados para los años modelo 2003 y 2004. Sólo el Chevrolet Astro, el Infiniti G35 y el BMW serie 7 tuvieron tasas de mortalidad más bajas. 

### Cambios anuales
- A principios de 2003, Toyota agregó un paquete de apariencia opcional para el modelo SR5 que incluía revestimiento, parachoques y molduras de puerta trasera del mismo color. En abril de 2003, Toyota fabricó el paquete de apariencia, junto con las luces antiniebla, los estribos y las llantas de aluminio de 16 pulgadas previamente opcionales, de serie en el SR5. La Sport Edition también agregó estribos negros y molduras del mismo color, reemplazando el revestimiento gris y la parrilla, manijas de las puertas y puerta levadiza pintadas en plata.

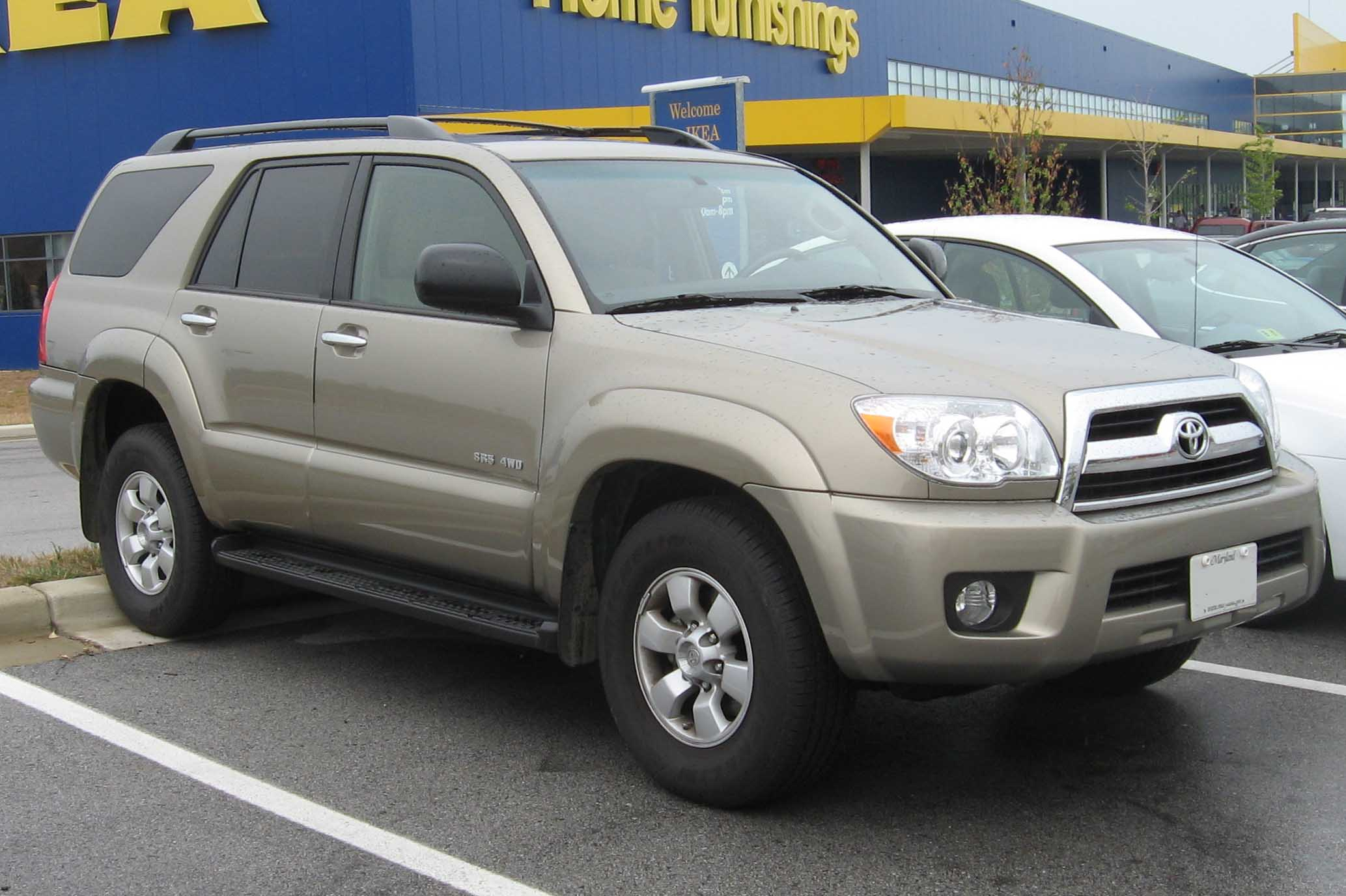
Toyota 4Runner SR5 4WD 2006-07 (rediseño)

- A finales de 2003 (para el año modelo 2004), se añadió como equipo estándar un sistema de control de la presión de los neumáticos. La tercera fila de asientos pasó a ser opcional en los modelos SR5 y Limited.Toyota 4Runner SR5 4WD 2006-07 (rediseño)En 2004 (para el año modelo 2005), se introdujeron mejoras en el motor V8 opcional y se hizo estándar una transmisión automática de 5 velocidades en el modelo V6. Se realizaron ligeros cambios en el exterior, incluido el borde del parachoques del mismo color (que reemplaza el borde pintado plateado en todos los colores excepto Dorado Gold) en el SR5 y el Limited; una parrilla cromada en el SR5; un portaequipajes y estribos negros (que reemplazan al plateado) en la Limited; y un alerón trasero rediseñado. También se introdujo un esquema Salsa Red Pearl para todos los niveles de equipamiento, aunque un esquema de color similar estaba disponible para los modelos de tercera generación.
- En 2005 (para el año modelo 2006) marcó la actualización de mitad de ciclo de la cuarta generación. Los cambios incluyeron parachoques delantero y trasero revisados; una parrilla reelaborada; nuevos faros delanteros con haz de proyección y luces traseras LED; molduras cromadas adicionales en el modelo SR5; y una parrilla cromada ahumada con portaequipajes tubular y estribos en la Sport Edition. El parachoques delantero revisado presenta luces antiniebla circulares y una reubicación de las señales de giro en el conjunto de faros. El parachoques rediseñado elimina los reflectores del parachoques trasero. Se agregaron capacidad de reproducción de MP3 y un conector de entrada auxiliar a todos los sistemas de audio. Además, el modelo Limited se diferenció aún más de los otros niveles de equipamiento con la adición de ruedas exclusivas de 18" y un sistema de memoria de asiento. Se agregó Shadow Mica como una opción de color. Al final de este período, el motor 1GR-FE V6 recibió una modificación para permitir un diseño mejorado de la junta de la culata que resolvió una falla común en la junta de la culata.
- En 2006 (para el año modelo 2007), el 4Runner se mantuvo sin cambios.
- En 2007 (para el año modelo 2008), el 4Runner recibió bolsas de aire laterales de cortina con sensor de vuelco estándar y bolsas de aire laterales para el torso en la primera fila, un interruptor para desactivar el control de estabilidad del vehículo, un diseño de parrilla delantera ligeramente modificado, mejoras en el sistema de monitoreo de la presión de los neumáticos y algunos cambios en el sistema de advertencia del cinturón de seguridad y el control del sistema de frenos. También estaba disponible un paquete Urban Runner en la edición deportiva V6 4x4, que agregaba un sistema de navegación Tom Tom en el tablero, inserciones de Alcantara en los asientos delanteros y traseros con refuerzos de cuero oscuro, ruedas de estilo Limited de 18", una parrilla delantera del mismo color y un sistema de carga de dos puertos.
- En 2008 (para el año modelo 2009), el 4Runner se mantuvo sin cambios. Un paquete Trail Edition ofrecía un diferencial trasero con bloqueo electrónico, un interruptor para habilitar/deshabilitar el control de tracción avanzado (A-TRAC) y amortiguadores Bilstein
- Los modelos posteriores ofrecieron un sistema de entretenimiento para el asiento trasero con DVD (RSES) que utilizaba una pantalla LCD de nueve pulgadas y dos auriculares inalámbricos.

## Quinta generación (N280; 2010)
El 4Runner de quinta generación se presentó en la Feria Estatal de Texas el 24 de septiembre de 2009 y salió a la venta meses después. Está construido sobre la misma plataforma que el Land Cruiser Prado J150/Lexus GX y el Toyota FJ Cruiser. A pesar de haber sido fabricado en Japón, solo se produjo con volante a la izquierda y no se vendió allí ni en ningún otro mercado con volante a la derecha.
Inicialmente, EL 4Runner estaba disponible en tres niveles de equipamiento, dos de los cuales estaban disponibles anteriormente. La versión básica SR5, así como la versión Limited de primera línea, están disponibles como 2WD o 4WD. La Trail Edition solo está disponible como 4WD. Los 4WD SR5 y Trail Edition recibieron un sistema de tracción 4WD de tiempo parcial, mientras que el Limited tiene 4WD de tiempo completo. Todos los modelos venían con control activo de tracción (A-TRAC). La nueva Trail Edition ofrece el sistema de suspensión dinámica cinética (KDSS) de Toyota y el control de avance lento que anteriormente solo estaban disponibles para los vehículos Toyota premium, así como un diferencial de bloqueo trasero como el paquete Trail anterior.
El motor de gasolina V6 de 4.0 litros agrega Dual VVT-i que mejora la potencia, el torque y la economía de combustible, y viene de serie en todos los modelos. Un I4 de 2.7 litros estaba disponible en los modelos 2WD, pero se suspendió después del año modelo 2010. El V8 de 4,7 litros de la generación anterior no se transfirió al 4Runner de quinta generación.

### Cambios de año del modelo
- En 2013 (para el año modelo 2014), el 4Runner recibió un rediseño, que consiste en una fascia delantera y trasera revisada con faros proyectores y luces traseras LED con lentes transparentes, así como otros cambios cosméticos exteriores menores. El interior también se actualizó, con molduras de puertas suaves al tacto, volante y palanca de cambios forrados en cuero, tablero y consola central revisados, y la inclusión del grupo de instrumentos Optitron de Toyota como estándar en todos los niveles de equipamiento. Se actualizaron las líneas de freno para mejorar la sensación del pedal y se incluyó programación electrónica del control de balanceo del remolque. No se realizaron cambios en la línea motriz. Todos los modelos 4Runner del año 2014 están propulsados por un motor V-6 de 4.0 litros con sincronización variable de válvulas inteligente (VVT-i) que puede desarrollar 201 kW (270 hp) y 377 N⋅m (278 ft⋅lb) de torque. Está acoplado a una transmisión automática ECT de cinco velocidades.
- En 2014 (para el año modelo 2015), se introdujo el nivel de equipamiento TRD Pro en los Estados Unidos, con el distintivo de Toyota en la parte delantera y un paquete todoterreno como parte de la serie TRD Pro. La TRD Pro 4Runner incluía amortiguadores TRD Bilstein con depósitos remotos, resortes delanteros sintonizados TRD y placa protectora protectora delantera TRD. Para cada año de modelo de TRD Pro, además de los dos colores disponibles en todos los modelos, TRD Pro está disponible en un color exclusivo. Este fue 'Inferno Orange' para el año modelo 2015,  'Quicksand' para 2016, 'Cement' para 2017, 'Cavalry Blue' para 2018, 'Voodoo Blue' para 2019, 'Army Green' para 2020, 'Lunar Rock' para 2021, 'Lime Rush' para 2022, 'Solar Octane' para 2023 y 'Terra' para 2024. Todos los modelos de Estados Unidos recibieron el sistema de información y entretenimiento con pantalla táctil Entune con una pantalla de 6.1 pulgadas y una cámara trasera de respaldo como equipo estándar, con navegación GPS opcional, radio satelital SiriusXM, radio HD y Safety Connect. Solo la versión Limited presentaba un sistema de audio amplificado premium JBL estándar.
- En 2016 (para el año modelo 2017), la 4Runner Trail y la Trail Premium pasaron a llamarse TRD Off-Road y TRD Off-Road Premium en los Estados Unidos. Estos niveles de equipamiento compartían la misma funcionalidad mecánica de la edición Trail anterior, pero agregaron diferencias estéticas e insignias TRD para diferenciarse del modelo base. No compartían la misma suspensión que el modelo TRD Pro.
- En 2018 (para el año modelo 2019), Toyota comenzó a ofrecer un paquete Nightshade basado en el acabado Limited que oscurece las insignias, la fascia delantera y trasera inferior, las ruedas y partes del interior.
- En 2019 (para el año modelo 2020), Toyota anunció que todas las versiones 4Runner recibirían el estándar Toyota Safety Sense-P (TSS-P), así como dos puertos USB adicionales en los asientos traseros. El TRD Pro iba a tener un diseño de parrilla actualizado para acomodar el sensor de radar frontal para TSS-P. Todos los modelos de Estados Unidos recibieron un sistema de información y entretenimiento Entune 3.0 actualizado con una pantalla táctil más grande y de mayor resolución, integración de teléfonos inteligentes Apple CarPlay y Android Auto e integración de Amazon Alexa, acceso a Internet 4G LTE con tecnología de Verizon Wireless, Safety Connect y radio satelital SiriusXM estándar y radio HD opcional. El modelo TRD Pro recibió un sistema de audio amplificado premium JBL como equipo estándar. Anteriormente, el sistema solo estaba disponible en los modelos Limited, donde seguía siendo equipo estándar. La mayoría de los modelos también incluían navegación GPS estándar.
- En 2021 (para el año modelo 2022), Toyota incluyó su sistema de llave inteligente con botón pulsador como estándar para todas las versiones. La nueva versión TRD Sport también se agregó a la línea. La TRD Sport recibió el mismo parachoques, ruedas de 20" y la suspensión X-REAS de la Limited. También incluye piezas TRD como la palanca de cambios TRD, el capó TRD con toma de aire, insignias TRD y asientos Softex con letras TRD. A diferencia de la Limited, está disponible solo con 2WD o 4WD parcial. Toyota agregó luces antiniebla LED, luces bajas y luces altas como estándar para todas las versiones por primera vez. Se incluyeron monitor de punto ciego y alerta de tráfico cruzado trasero. Se agregó como estándar para la mayoría de los adornos. Lime Rush es la nueva exclusiva pintura para el año modelo 2022 TRD Pro.
- En 2022 (para el año modelo 2023), la Edición Especial del 40 Aniversario es un modelo limitado para el mercado norteamericano que producirá 4040 unidades, con tres colores exteriores y tracción en las cuatro ruedas estándar. La pintura Solar Octane es exclusiva del TRD Pro del año modelo 2023. Además, se introdujo un volante con calefacción como equipo estándar en TRD Pro, 40th Anniversary Special Edition, TRD Off-Road Premium y como equipo opcional en SR5, SR5 Premium, TRD Off-Road y Limited (solo con cuero). El volante con calefacción no es una opción disponible en la TRD Sport.
- En 2023 (para el año modelo 2024), la pintura Terra (un color marrón anaranjado) es el color exclusivo para TRD Pro, mientras que Solar Octane se traslada a las versiones TRD Sport y Off Road Premium únicamente.

## Sexta generación (N380; 2025)
El 4Runner de sexta generación se presentó oficialmente el 9 de abril de 2024. El 4Runner continúa fabricándose en Toyota Tahara planta en Japón, a pesar de estar disponible únicamente con volante a la izquierda. Las ventas estaban inicialmente previstas para comenzar después de mediados de 2024, pero se retrasaron hasta diciembre de 2024 como mínimo debido a limitaciones de suministro de piezas clave compartidas con otros vehículos. Se basa en el mismo chasis sobre carrocería.GA-F plataforma como la  Tacoma camioneta, y comparten muchos componentes mecánicos. El 4Runner de sexta generación estará disponible en nueve niveles de equipamiento, seis de los cuales provienen de la generación anterior: SR5, TRD Sport, TRD Off-Road, TRD Off-Road Premium, Limited y TRD Pro, junto con el nuevo nivel premium deportivo TRD Sport Premium, Trailhunter, con overlanding-equipamiento específico y el nuevo y lujoso acabado Platinum
Un sistema de propulsión i-Force básico es estándar en los modelos SR5, TRD Sport, TRD Sport Premium, TRD Off-Road, TRD Off-Road Premium y Limited, mientras que un parallel hybrid La transmisión i-Force Max está disponible en los modelos TRD Off-Road, TRD Off-Road Premium y Limited, y es estándar en los modelos Platinum, TRD Pro y Trailhunter.
El Trailhunter cuenta con neumáticos todoterreno de 33 pulgadas, amortiguadores forjados Old Man Emu (OME) de 2,5 pulgadas de ARB con depósitos traseros remotos externos, portaequipajes diseñado por ARB, mayor distancia al suelo en 2 y 1,5 pulgadas en la parte delantera y trasera respectivamente, una entrada de aire elevada para el tren motriz i-Force Max y placas protectoras de acero de alta resistencia. Para el estilo exterior, el Trailhunter tiene una parrilla tradicional de Toyota con letras "TOYOTA" en bronce, una barra de luces LED integrada de 20 pulgadas y luces antiniebla LED de color seleccionable..
Al igual que sus predecesores, el 4Runner conserva la función de ventana trasera que se baja eléctricamente. El equipo de ingeniería logró conservar esta característica evaluando cada componente individual del mecanismo de la función y aprovechó las oportunidades para reducir el peso.
Algunos modelos se ofrecerán con un asiento de tercera fila opcional; debido a que el sistema de propulsión híbrido utiliza el espacio debajo del piso de carga para su batería de alto voltaje, se espera que el híbrido no incluya la tercera fila.